# Silence (Sonata Arctica)
Silence è il secondo album in studio del gruppo musicale finlandese Sonata Arctica, pubblicato nel 2001.

## Il disco
Uscito prima in Giappone (21 giugno 2001) e poi in Europa (16 luglio dello stesso anno), Silence è il secondo album in studio del gruppo e segue gli EP Successor e Wolf & Raven. Presenta 13 tracce più una bonus track presente solo nella versione giapponese.
Sulla copertina è presente una doppia raffigurazione: la metà sinistra è dominata da un albero che affonda le sue radici nel ghiaccio, quella destra la luna, uno scenario montano e lo stemma del gruppo.
L'album è stato ristampato nel 2008 dalla Universal UK con tracce bonus e note sulla band assieme al disco precedente, Ecliptica.
Alcune delle tracce presenti nell'album erano state in precedenza pubblicate nei primi demo della band, allora conosciuta inizialmente come Tricky Beans e poi come Tricky Means. In particolare la canzone Sing In Silence era presente su Agre Pamppers con titolo Addict, mentre PeaceMaker e Tallulah erano presenti su PeaceMaker.

## Tracce
Testi e musiche di Tony Kakko, arrangiamenti Sonata Arctica.
1. ...of Silence – 1:17
2. Weballergy – 3:52
3. False News Travel Fast – 5:18
4. The End of this Chapter – 7:02
5. Black Sheep – 3:42
6. Land of the Free – 4:25
7. Last Drop Falls – 5:13
8. San Sebastian (Revisited) – 4:38
9. Sing in Silence – 3:51
10. Revontulet (Instrumental) – 1:33
11. Tallulah – 5:20
12. Wolf & Raven – 4:16
13. Respect the Wilderness – 3:51 – Traccia bonus nelle versioni giapponese, sudcoreana, sudamericana e nell'edizione rimasterizzata 2008
14. The Power of One – 11:33
15. PeaceMaker – 3:31 – Traccia bonus nell'edizione rimasterizzata 2008
16. Wolf & Raven (Remake 2008) – 4:26 – Traccia bonus nell'edizione rimasterizzata 2008

## Formazione
- Tony Kakko - voce, tastiere
- Jani Liimatainen - chitarra
- Mikko Härkin - tastiere
- Marko Paasikoski - basso
- Tommy Portimo - batteria

### Altri musicisti
- Nik Van-Eckmann - voce maschile nelle tracce 1, 4, 7, 13
- Renay Gonzalez - voce femminile nella traccia 4
- Mikko Karmila - gran piano nelle tracce 4 e 11
- Timo Kotipelto (Stratovarius) - canta l'ultima linea nella traccia 3

## Produzione
- Registrato al Tico Tico Studio, da Ahti Kortelainen dalla fine del 2000 alla primavera del 2001.
- Mixato da Mikko Karmila al Finnvox Studios.
- Masterizzato da Mika Jussila al Finnvox Studios.
- Cover e concettual art a cura di Eric Philipp
- Band photo a cura di Toni Härkönen